# Testudines (classification phylogénétique)

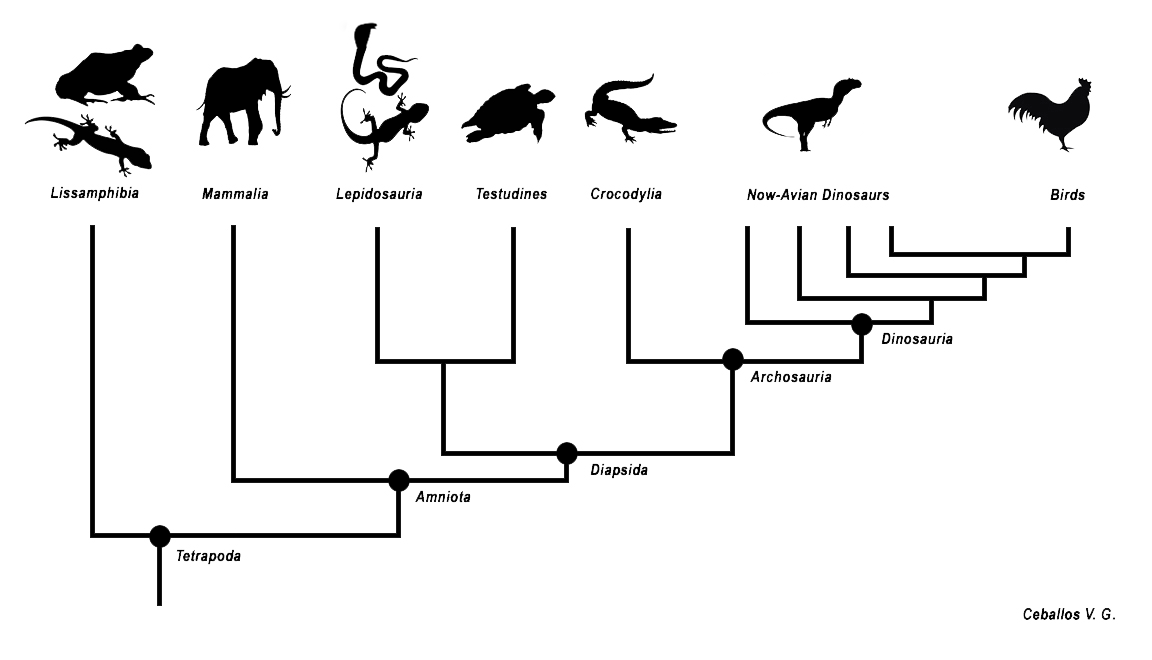
Cladogramme des tétrapodes illustrant la position phylogénétique des Tortues.

Cette page a pour objet de présenter un arbre phylogénétique des Testudines  (Chelonii, Chéloniens, Tortues), c'est-à-dire un cladogramme mettant en lumière les relations de parenté existant entre leurs différents groupes (ou taxa), telles que les dernières analyses reconnues les proposent. Ce n'est qu'une possibilité, et les principaux débats qui subsistent au sein de la communauté scientifique sont brièvement présentés ci-dessous, avant la bibliographie.

## Arbre phylogénétique
Le cladogramme présenté ici ne possède qu'une valeur indicative. Il n'est pas forcément consensuel, et on peut toujours se référer à la bibliographie au bas de l'article.
Le symbole ▲ renvoie à la partie immédiatement supérieure de l'arbre phylogénétique du vivant. Le signe ► renvoie à la classification phylogénétique du groupe considéré. Tout nœud de l'arbre portant plus de deux branches montre une indétermination de la phylogénie interne du groupe considéré.
Les habitudes typographiques des botanistes et des zoologistes sont différentes. Ici, par commodité de lecture, et certains groupes actuels relevant des deux domaines traditionnels, les noms de taxons supérieurs au genre sont tous écrits en caractères droits, les noms de genres ou d'espèces en italiques.
À la suite d'un taxon, sa période d'apparition, quand elle est connue, peut être indiquée suivant la légende suivante :
(Plé) : Pléistocène ; (Pli) : Pliocène ; (Mio) : Miocène ; (Oli) : Oligocène ; (Éoc) : Éocène ; (Pal) : Paléocène ; (Cré) : Crétacé ; (Jur) : Jurassique ; (Tri) : Trias ; (Per) : Permien ; (Car) : Carbonifère ; (Dév) : Dévonien ; (Sil) : Silurien ; (Ord) : Ordovicien ; (Camb) : Cambrien ; (Edi) : Édiacarien. Pour plus de précision si possible, (-) : inférieur ; (~) : moyen ; (+) : supérieur.

```
▲

└─o 
Testudines
 ou 
Chelonii

  ├─o 
Pleurodira

  │ ├─o 
Cheloides

  │ └─o 
Pelomedusoides

  └─o 
Cryptodira

    ├─o 
Chelydridae

    └─o 
Procoelocryptodira

      ├─o 
Chelonioidea

      │ ├─o 
Chelonioinea

      │ └─o 
Dermochelyoidea

      └─o 
Chelomacryptodira

        ├─o 
Testudinoidea

        └─o 
Trionychoidea
```

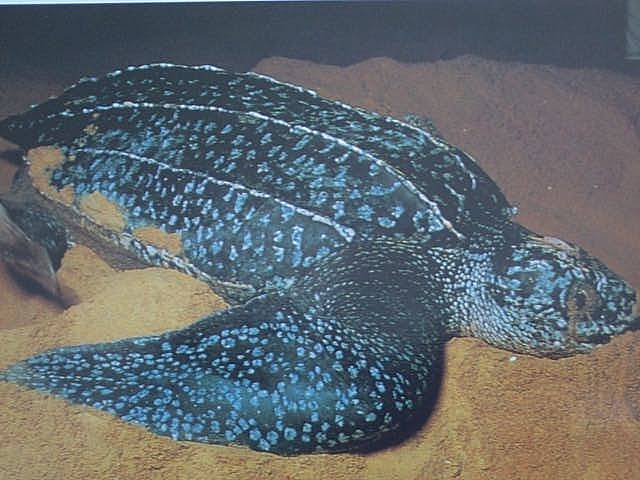
Tortue-Luth (Dermochelys coriacea, Dermochelyidae)
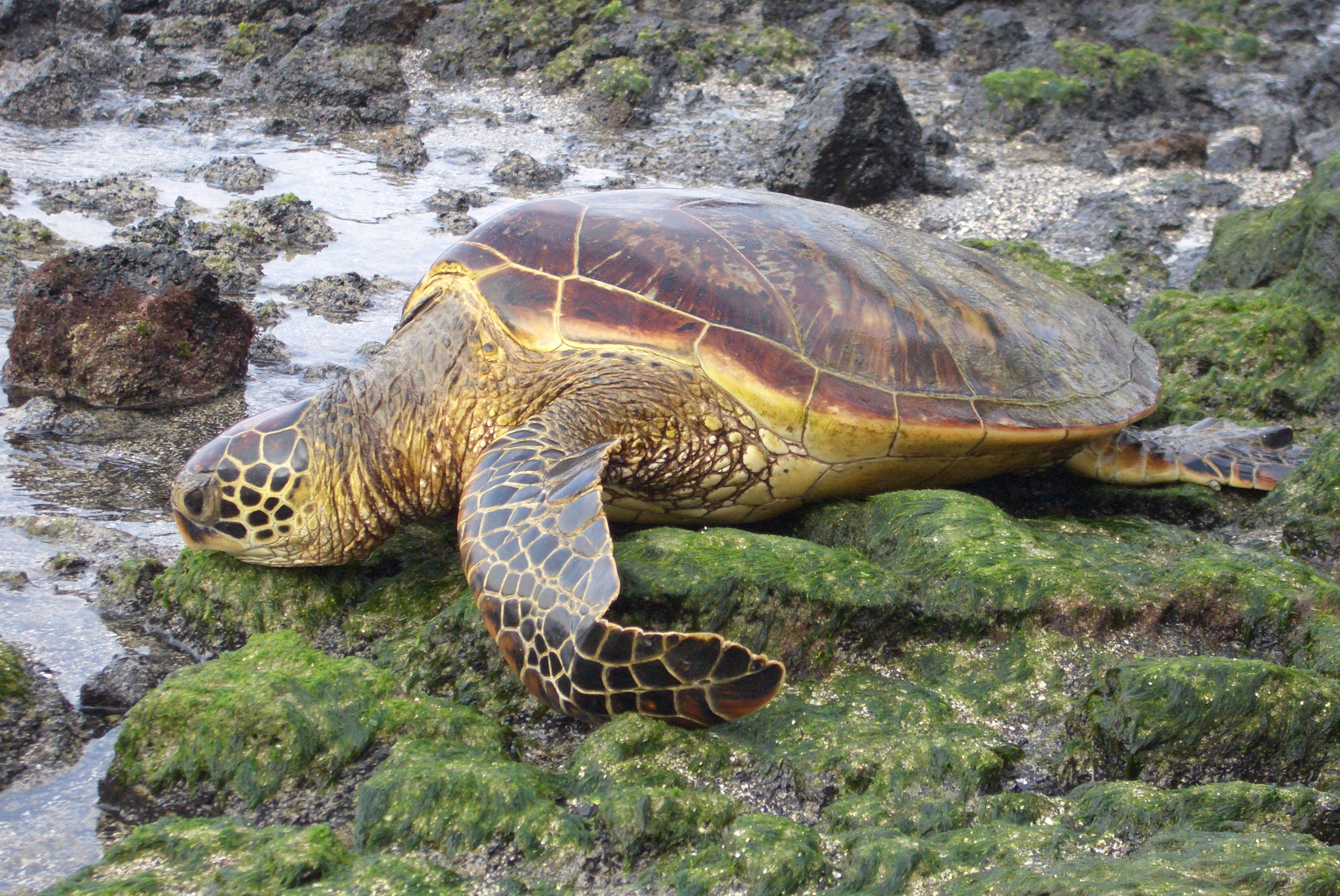
Tortue verte (Cheloniidae)
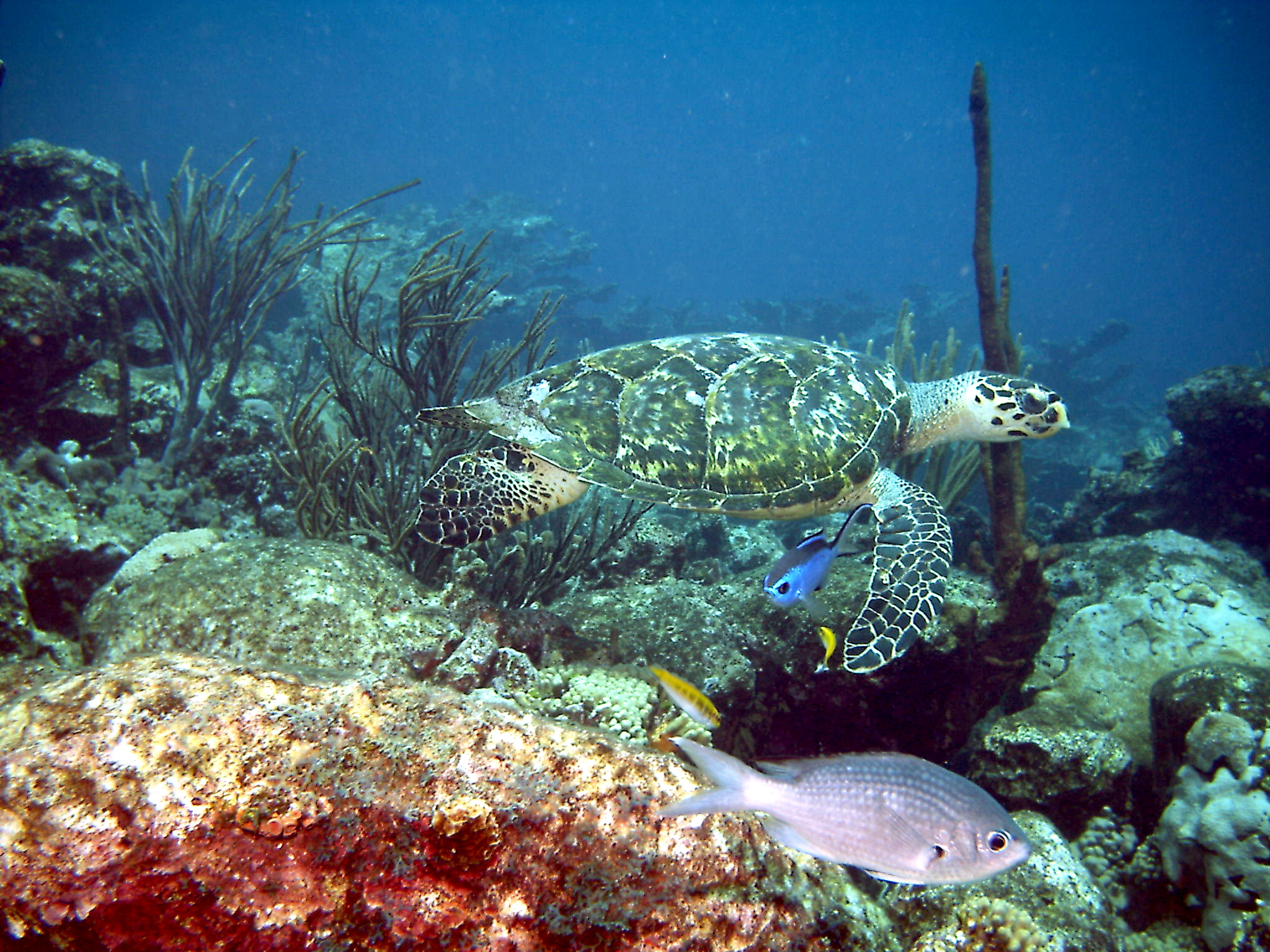
Tortue imbriquée (Eretmochelys imbricata, Cheloniidae)
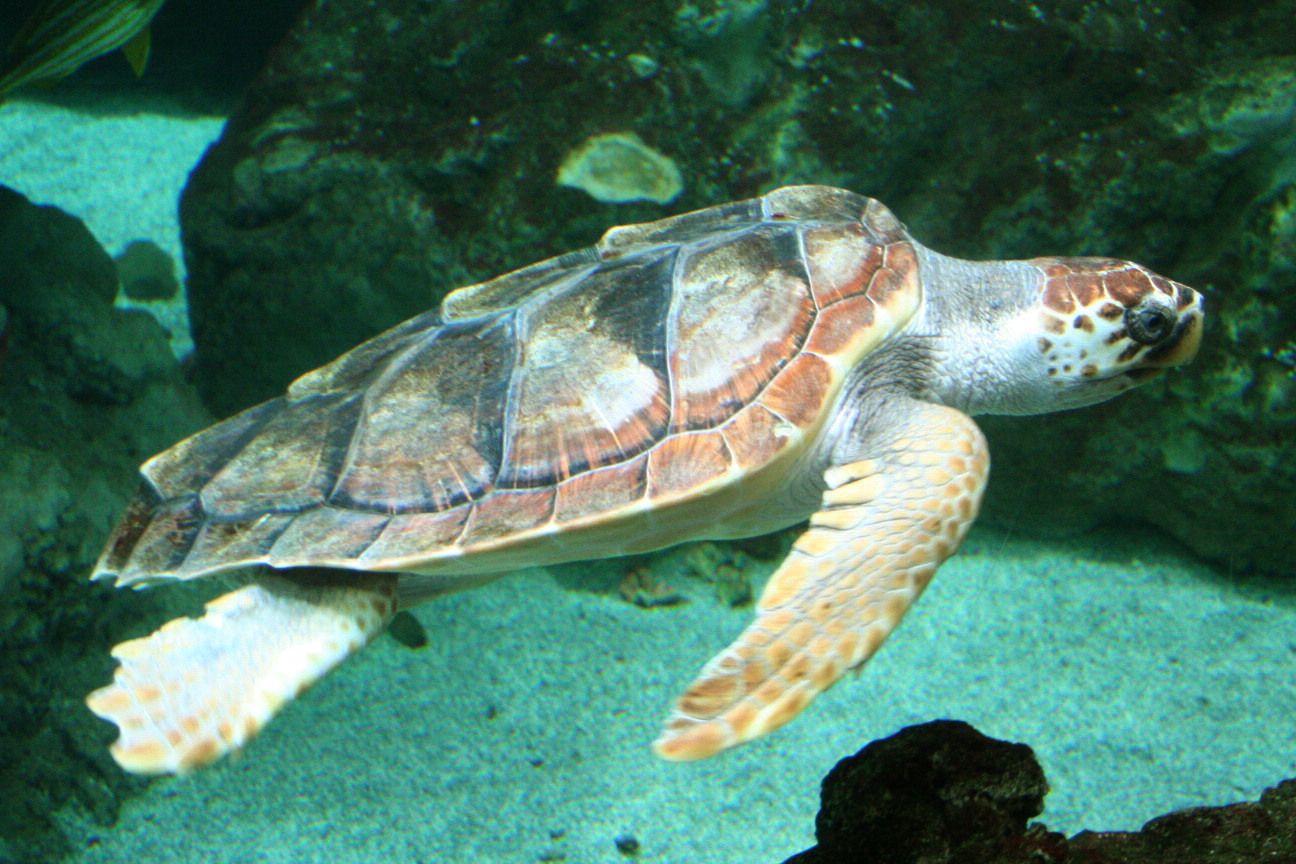
Tortue carette (Caretta caretta, Cheloniidae)
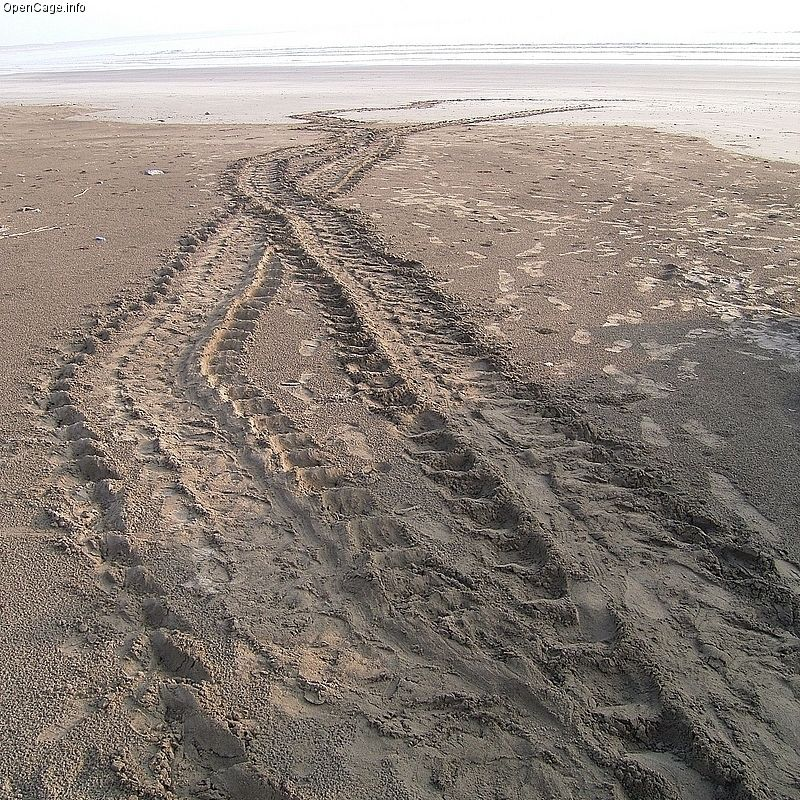
Empreintes d'une tortue marine sur une plage du Japon
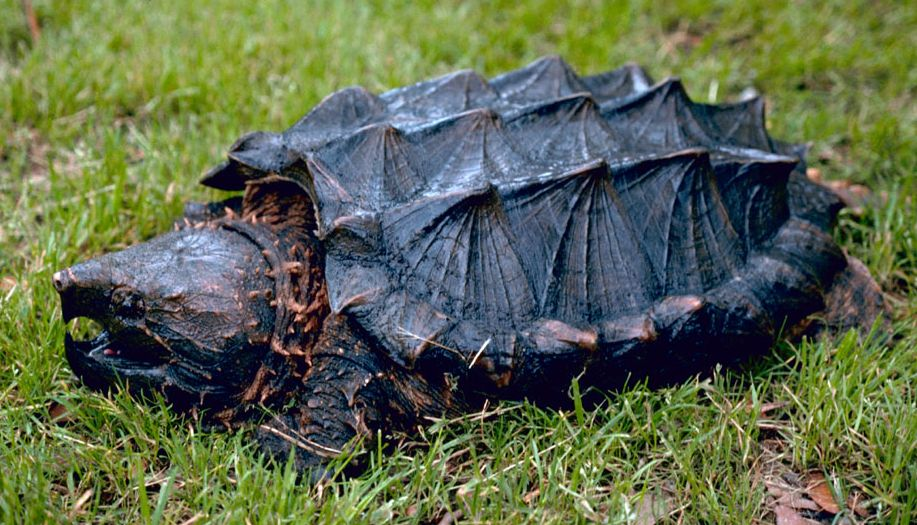
Macroclemys temminckii (Chelydridae)
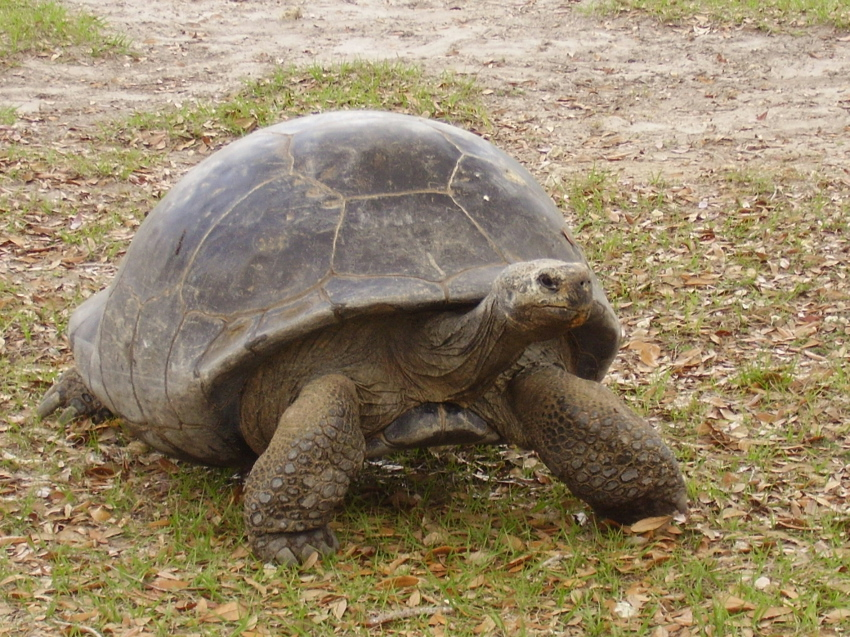
(Geochelone elephantopus, Testudines)
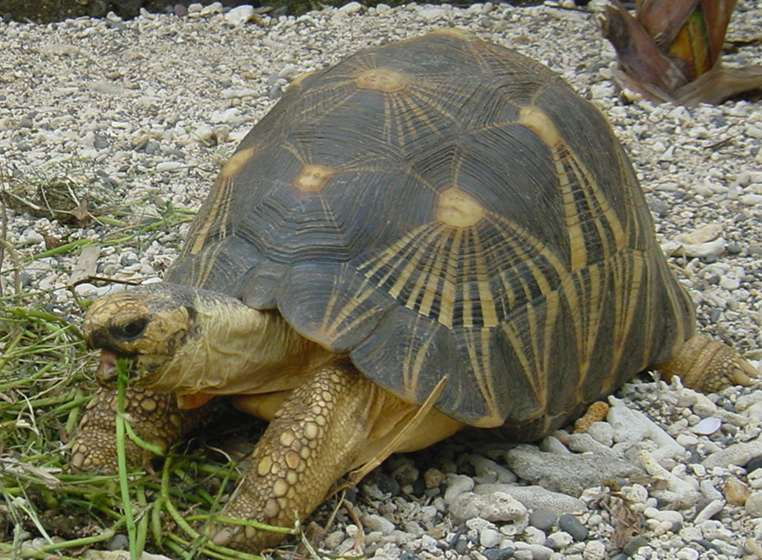
Tortue étoilée de Madagascar (Astrochelis radiata, Testudinidae)
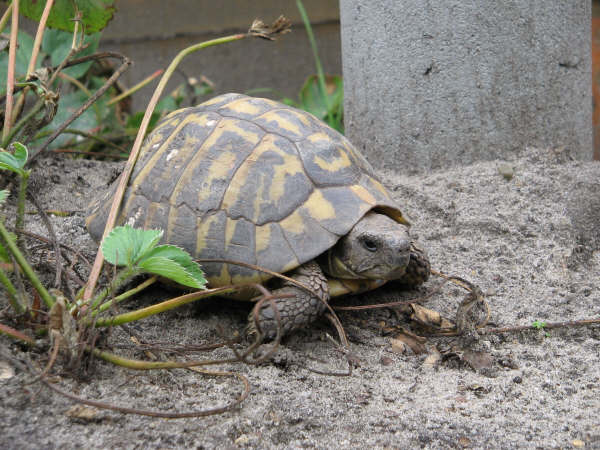
Tortue d'Hermann (Testudo hermanni, Testudines)

## Débat scientifique relatif à la phylogénie desTestudines
De récentes analyses phylogénétiques ont placé les Chéloniens en groupe-frère des Archosauriens (Oiseaux + Crocodiliens), l'ensemble formant le clade des Archélosauriens (Archelosauria) : en effet plus de 1000 éléments ultraconservés de l'ADN (UCE) ont été identifiés, ils ont communs entre tous les Archélosauriens mais absents chez les Squamates (lézards et serpents).

## En savoir plus

### Sources bibliographiques de référence
- Eugene S. Gaffney, Haiyan Tong et Peter Andre Meylan : « Evolution of the side-necked turtles : the families Bothremydidae, Euraxemydidae, and Araripemydidae », Bulletin of the American Museum of Natural History, n° 300, 2006, 698 pp.